# Léon Caurla
 (avril 2016).
Léon Caurla, né Léa Caurla le 4 septembre 1926 à Étain dans la Meuse et mort le 2 mars 2002 dans la même ville, était un athlète français spécialiste du 100 m et 200 m féminin. Il fut en particulier 3e au championnat d'Europe d'Oslo en 1946 sur 200 m.
Il est particulièrement connu pour avoir fait une transition de genre dans les années 1950, adoptant le genre masculin. On ignore s'il avait choisi sciemment d'endosser le rôle d'une femme afin de tricher ou s'il a découvert son identité de genre tardivement. Il a choisi de porter le nom de Léon Caurla, s'est marié et est devenu père.
Son principal adversaire Pierre Brésolles, connu à l'époque sous le nom de Claire, avec qui il remportait tour à tour des tournois, a lui aussi mené une transition de genre.
Ensemble, ils ont battu le record de France du relais 4 × 100 m féminin (avec Anne-Marie Colchen et Monique Drilhon). 

## Palmarès
- Record de France du 200 mètres à Bordeaux, Oslo et Colombes